# Licenza (economia)
Nel diritto e nell'economia una licenza è la concessione da parte dell'autore o del detentore di un diritto ad altro soggetto perché la possa utilizzare traendone dei benefici economici come ad esempio la produzione su licenza.

## Descrizione
Il licenziante, ovvero colui che concede la licenza, ed il licenziatario, colui che gestisce la licenza, si accordano perché i benefici vengano remunerati attraverso un compenso (fee) che può essere fisso o variabile sulle vendite. Quando il termine venga nel linguaggio di marketing si parla del diritto di cui sopra legato ad una delle seguenti categorie: arte, spettacolo/personaggi, moda, musica, sport, marchi aziendali, editoria/autori.
La licenza è quindi quell'attività di marketing attraverso la quale chi detiene un diritto con riferimento alla licenza lo cede ad un altro soggetto dietro pagamento di un compenso unico o percentuale (royalty) nel rispetto di alcune regole definite nel contratto di licenza.
In questo modo il licenziatario (licensee) ha diritto di utilizzare e sfruttare economicamente il marchio o il logo, le tecnologie di processo o prodotto e le stesse conoscenze che il soggetto licenziante (licensor) mette a disposizione con questo contratto.